# 安西信行
安西 信行（あんざい のぶゆき、1972年8月19日 - ）は、日本の漫画家。男性。千葉県館山市出身。既婚者。血液型はO型。

## 経歴
小学生時代に近所の人が毎日描いてくる漫画を見ているうち、自身も描きたいと思うようになり漫画家を志すようになる。中学以前より練習し、高校時代より本格的に漫画投稿を開始。高校在学中に5作品を描き上げる。当初は週刊少年ジャンプへ持ち込みや投稿をしていたが、藤田和日郎がいることを理由に週刊少年サンデーへの投稿を始める。1990年6月、その投稿作の一つである『剣2 STRENGER!』（石井勇名義）が、第26回小学館新人コミック大賞少年コミック賞佳作を受賞。その後、『D-FUCKER』でデビュー。大学中退後、藤田和日郎のアシスタントをしつつ短期連載や読み切りを経て、『週刊少年サンデー』（小学館）にて『R・PRINCESS』を連載し、本格的な連載デビューを果たす。この作品は全3巻と短命に終わるが、続く『烈火の炎』で人気を獲得し、全33巻刊行及び1997年にフジテレビ系でアニメ化もされる長期連載のヒット作となり、安西の知名度を上げることに成功した。
その後しばらくして、『MÄR』を連載。『MÄR』もまた、2005年にテレビ東京系でアニメ化され、カードやゲームなどメディアミックス展開も行われるヒット作となるが、安西の意向で全15巻で終わることとなる（『MÄR』に関しては、連載終了後に「原案担当」として『MÄRΩ』を連載している。こちらは全4巻。作画は安西の元アシスタントを務めていた星野倖一郎が担当している）。
『MÄR』連載終了後、安西は「無期限休筆」を宣言する。このことについて『MÄR』最終巻にて、「安西信行はこれより無期限休筆します。体がボロボロなんです。」と記述している。その後、自身のブログにて様々な葛藤があったことを記していたが、2007年には「一日でも早く復活できるよう最善を尽くします。」と発言している（現在、このブログは削除されている）。
その後、『週刊少年サンデー』2008年21・22合併号より『MiXiM♀12』（後に『MIXIM☆11』に改名）の連載がスタート。当初はペンネームを「安西信行」ではなく、（元）アシスタント・野坂尚史（現在は野坂恒）との連名ペンネーム「安西信行野坂尚史」「安西信行☆野坂恒」としていたが、ネット上で間違いの情報が記載されるなど誤解を招くことが多かったため、もとの「安西信行」とした。
2009年には公式モバイルサイトである@安西信行☆がサービス開始。待ち受け配布などが行われていた。
『MIXIM☆11』連載終了後、約2年半の間は漫画家を休業しながら体のメンテナンスに専念。その後、2013年より『まんがくらぶオリジナル』（竹書房）にて自身の漫画家休業生活を描く『安西信行の鋼鉄日記（メタニッキ）』『おも×こた』（『鋼鉄日記』と同時連載であり作中内連載の形を取る）を連載した。
2018年には、『MIXIM☆11』以来7年ぶりにサンデー系列の雑誌『週刊少年サンデーS』にて『麗の世界で有栖川』の連載を始める。
2023年には漫画業30周年を記念し、TSUTAYAでPOP UP SHOPが開催された。

## 人物
藤田和日郎の弟子（アシスタント）。『まほろまてぃっく』の原作者でもある中山文十郎（旧筆名・城池勝幸）とは同門で旧知の仲にあたる。ほか、和月伸宏とも交流がある。尊敬する作家は吉田聡。
藤田の下から独立する際、かけられた師からの言葉は「怠慢こいたら、ブッ飛ばす!!!」というものだった。
『R・PRINCESS』内にて城池（中山）の名前を忍者下着泥棒の本名に使ったが、その後に中山が『まほろまてぃっく』内で同様の話を書き、そこに出てくる忍者下着泥棒の本名に安西の名を使われ、仕返しされてしまったというエピソードがある。高校時代、河合克敏の『帯をギュッとね!』1巻の読者イラストコーナーで優秀作に選ばれたことがある。
趣味はプロレス観戦や対戦格闘ゲーム、シルバーアクセサリー収集。仕事中に流すBGMは、大半がヘヴィメタルとハードコアが中心であり、日本国内のバンドではTHE MAD CAPSULE MARKETSや筋肉少女帯のファン。特に大槻ケンヂに関しては作家としての影響も公言している。また『R・PRINCESS』では、電気グルーヴのピエール瀧をモチーフにしたキャラクターや、瀧の草野球チーム「ピエール学園」の名を作中の舞台となる学校名として拝借していた。
声優の風間勇刀とも親交があり、烈火の炎の連載終盤頃には風間から譲り受けたハムスターを飼育していた。その後はおもち・コタローと言う2匹の猫を自身の家で飼っていた（現在は他界）。『おも×こた』では、彼等を擬人化して主人公としている。また、漫画家のしんがぎんとも友人同士であり、彼が逝去した時には追悼コメントを出している。
自身による性格分析は「ひねくれ者」。それ故に『烈火の炎』の連載中に読者からは嫌われていた森光蘭と永井木蓮を、作品の中で好きなキャラクターに挙げている。なお、一番好きなキャラクターでなおかつ自分の作品の中で最強の存在は紅麗であるとのこと。
2024年時点でアシスタントを雇わなくなってから10年以上経過しており、「キツい時も多いが何とかなってる」と安西は話している。

## 作品リスト

### 漫画
- 太字は連載作品
- 略称
  - 〈掲載誌〉WS：週刊少年サンデー、S：週刊少年サンデーS（いずれも小学館）、くらオリ：まんがくらぶオリジナル、MO：まんがライフMOMO（いずれも竹書房）、YK：ヤングキング（少年画報社）
  - 〈収録〉R：R・PRINCESS、RH：烈火の炎、& M：MÄR、Ω：MÄRΩ、☆：MIXIM☆11、K：鋼鉄日記、MR：鋼鉄漫録 -メタ★ろっく-、C：CRAZY MANIAX、U：麗の世界で有栖川

|  | 連載作品 |  | 読切・短期集中連載作品 |

| タイトル                          | 形式         | 掲載号                                               | 収録 | 備考                                           |
| --------------------------------- | ------------ | ---------------------------------------------------- | ---- | ---------------------------------------------- |
| BOMB BOY                          | 読切         | -                                                    | -    | 第47回ホップ☆ステップ賞最終候補。現存せず。    |
| 剣2 STRENGER!                     | 読切         | -                                                    | -    | 第26回小学館新人コミック大賞佳作。石井勇名義。 |
| D-FUCKER                          | 読切         | WS 1993年31号                                        | C    | デビュー作。                                   |
| 迷える子羊〜KARATE -JUNKIE 1994〜 | 短期集中連載 | WS 1993年44号 - 47号                                 | C    | 短期集中連載。全4話。                          |
| 夢法師影法師                      | 読切         | -                                                    | -    | 烈火の炎の原型。現存せず。                     |
| R・PRINCESS                       | 連載         | WS 1994年23号 - 1995年1号                            | R    | 初連載作。                                     |
| 烈火の炎                          | 連載         | WS 1995年16号 - 2002年9号                            | RH   | 代表作。                                       |
| ヴァルキリー＋♂                   | 読切         | S 1996年5号増刊号                                    | C    |                                                |
| FAIRY SNOW                        | 読切         | 同人誌DRILL CAPSULE VOL2、3                          | C    | MÄRのプロトタイプ。全2話。表記揺れ有。         |
| CRAZY MANIAX                      | 読切         | YK 2002年11月号                                      | C    |                                                |
| MÄR                               | 連載         | WS 2003年6号 - 2006年31号                            | M    | 代表作。                                       |
| 娯楽でポン                        | 連載         | ファンタジアバトルロイヤル 2003年5月号 - 2006年2月号 | C    |                                                |
| MIXIM☆11                          | 連載         | WS 2008年21、22合併号 - 2011年10号                   | ☆    | 1巻のみ安西信行☆野坂恒名義。                   |
| 安西信行の鋼鉄日記                | 連載         | くらオリ 2014年1月号 - 12月号                        | K    | 掲載誌休刊により改題移籍。(下記）              |
| おも×こた                         | 連載         | くらオリ 2014年1月号 - 12月号                        | K    | 『鋼鉄日記』内連載。                           |
| 鋼鉄漫録 -メタ★ろっく-            | 連載         | MO 2015年1月号 - 2017年4月号                         | MR   | 『鋼鉄日記』の続編。                           |
| 麗の世界で有栖川                  | 連載         | S 2018年4月号 - 連載中                               | U    |                                                |

### 書籍

#### 漫画単行本
書誌情報の詳細などについてはリンク先の各記事を参照。

- デフォルトでの表記は作品毎にまとめて初巻の発行順とし、電子書籍版は記載しない。

|  | 連載作品 |  | 再出版 |  | 短編集 |

|    | 書名                        | 発行   | レーベル                       | 判   | 発行年          | 巻 | 注記                                     |
| -- | --------------------------- | ------ | ------------------------------ | ---- | --------------- | -- | ---------------------------------------- |
| 1  | R・PRINCESS【SSC版】        | 小学館 | 少年サンデーコミックス         | 新書 | 1994年 - 1995年 | 3  |                                          |
| 2  | 烈火の炎【SSC版】           | 小学館 | 少年サンデーコミックス         | 新書 | 1995年 - 2002年 | 33 |                                          |
| 3  | R・PRINCESS【ワイド版】     | 小学館 | 少年サンデーコミックスワイド版 | 四六 | 2001年          | 2  | ワイド版での新装版。                     |
| 4  | MÄR【SSC版】                | 小学館 | 少年サンデーコミックス         | 新書 | 2003年 - 2006年 | 15 |                                          |
| 5  | 烈火の炎【コンビニ版】      | 小学館 | My First WIDE                  | 新書 | 2003年 - 2004年 | 12 | コンビニ版での新装版。不定期再販有り。   |
| 6  | 烈火の炎【ワイド版】        | 小学館 | 少年サンデーコミックスワイド版 | 四六 | 2006年 - 2007年 | 17 | ワイド版での新装版。複数描き直し有り。   |
| 7  | 安西信行短編集 CRAZY MANIAX | 小学館 | 少年サンデーコミックス         | 新書 | 2006年          | 1  | 短編集。ISBN 978-4-09-120577-3           |
| 8  | MÄRΩ                        | 小学館 | 少年サンデーコミックス         | 新書 | 2006年 - 2007年 | 4  | 安西は原案のみ。                         |
| 9  | MIXIM☆11【SSC版】           | 小学館 | 少年サンデーコミックス         | 新書 | 2008年 – 2011年 | 12 |                                          |
| 10 | 烈火の炎【文庫版】          | 小学館 | 小学館文庫                     | 文庫 | 2010年 - 2011年 | 17 | 文庫での新装版（外伝を含む）。           |
| 11 | MÄR【新装版】               | 小学館 | 少年サンデーコミックスワイド版 | 四六 | 2012年 - 2013年 | 8  | ワイド版での新装版。                     |
| 12 | R・PRINCESS【コンビニ版】   | 小学館 | My First WIDE BIG Special      | 新書 | 2013年          | 2  | コンビニ版での新装版。 制作秘話収録。    |
| 13 | MIXIM☆11【ワイド版】        | 小学館 | 少年サンデーコミックスワイド版 | 四六 | 2015年          | 6  | ワイド版での新装版。セリフ変更多数あり。 |
| 14 | 鋼鉄日記                    | 竹書房 | バンブーコミックス             | B6   | 2015年          | 1  |                                          |
| 15 | 鋼鉄漫録                    | 竹書房 | バンブーコミックス             | B6   | 2016年 – 2017年 | 2  |                                          |
| 16 | 麗の世界で有栖川            | 小学館 | 少年サンデーコミックス         | 新書 | 2018年 –        | 10 | 以下続刊                                 |

#### その他
- 『MÄR公式ファンブック AKT.SILVER』小学館〈少年サンデーコミックス〉2005年8月25日初版発行(2005年7月15日発売) ISBN 978-4-09-127772-5

### 原案
- MÄRΩ - 『週刊少年サンデー』（2006年39号 - 2007年28号）、漫画：星野倖一郎

### その他
- 声優ユニット Tea-Cups グッズイラスト[43]
- GARNET CROW 『風とRAINBOW/この手を伸ばせば』 裏ジャケットイラスト[44]
- ライブcode from here feat. 岡野浩介 (仮) 物販用CDジャケットイラスト[45]
- 『マリシャスコード』（池野雅博）単行本1巻帯推薦文・イラスト[46]
- 『くノ一はじめました！』（はころく）単行本1巻帯推薦文・イラスト[47]
- がんばれクマモト！ マンガよせがきトレイン 寄稿[48]
- TVアニメ『からくりサーカス』応援イラスト[49]
- WRETSLE 大和ヒロシ選手10周年パンフレット 表紙イラスト[50]
- TVアニメ『死神坊ちゃんと黒メイド』応援イラスト[51]
- 『久保さんは僕を許さない』 完結記念公式ファンブック　イラスト寄稿[52]

他多数

### 声の出演
- TVアニメ『烈火の炎』6話 - 警備員E 役[53]
- 『「烈火の炎」スペシャルCDドラマ 火影大討論会 強いのは誰だ?!』 - 安西 役

## 関連人物

### 師匠
- 藤田和日郎

### アシスタント仲間[54]
- 井上和郎
- 片山ユキオ
- 金田達也

### アシスタント
- 星野倖一郎[55]（烈火の炎、MÄR）
- 草場道輝（烈火の炎）
- 野坂尚史[55]（烈火の炎）
- 田口央斗[55]（烈火の炎、MÄR）
- 山本晋[55]（烈火の炎、MÄR）
- 池野雅博（MÄR）
- 長蔵ヒロコ[56]（MÄR）
- 碧木誠心[57]

### その他
- 雷句誠[55]（烈火の炎第1話の背景を、好意により描いてもらった）